# Дърмът Мълроуни
Дърмът Мълроуни е американски актьор и музикант. Активен от 80-те години на миналия век, той е известен с ролите си във филмите „Млади стрелци“ (1988 г.), „Саманта“ (1991 г.), „По течението“ (1992 г.), „Сватбата на най-добрия ми приятел“ (1997 г.) и други. Взима участие в телевизионните филми „Последният извън закона“ (1993 г.), „Относно Шмид“ (2002 г.) и „У дома през август“ (2013 г.). Повечето му филми са романтични комедии или уестърни.
Има една сестра и трима братя, а също така син от първия си брак и две дъщери от втория.

## Избрана филмография
- Терористката (1993)
- Нещото, наречено любов (1993)
- Последният извън закона (1994)
- Американско сватбено одеало (1995)
- Относно Шмид (2002)
- Приятели (2003)
- Мъж под наем (2005)
- И да обичаш кучета (2005)
- Камъкът на раздора (2005)
- Батман (2007)
- Зодиак (2007)
- Правилата на Джорджия (2007)
- Изгори след прочитане (2008)
- Миг на гениалност (2008)
- Джей Едгар (2011)
- Чудо сред ледовете (2012)
- Изгубена невинност (2013)
- Джобс (2013)
- У дома през август (2013)
- Ох, на дядо! (2016)
- Американски татко! (2017)
- Зловеща семейна история: Секта (2017)
- Планината помежду ни (2017)
- Развитие в застой (2018)
- От Ел Ей до Вегас (2018)